# パリの交通
パリの交通（パリのこうつう）ではパリを中心とするイル＝ド＝フランス地域圏の交通について述べる。

## 長距離交通

### フランス国鉄(SNCF)

#### 主なターミナル駅
パリには中央駅はなく、フランス国鉄の列車は主に方面別に分かれた以下の6つのターミナル駅から発着する。
- サン・ラザール駅
- 北駅
- 東駅
- リヨン駅
- オステルリッツ駅
- モンパルナス駅

このほかリヨン駅に隣接してベルシー駅がある。

#### 主な列車
フランス国鉄の長距離列車はグランド・リーニュ（grande ligne）と呼ばれ、近郊線と区別されている。
パリを発着する列車には以下のようなものがある。
TGV
フランス国内の各都市を結ぶ高速列車（南東線、大西洋線、北線、東ヨーロッパ線）。
ユーロスター
ユーロトンネルを通ってパリとロンドンを結ぶ。
タリス
ベルギー、オランダ、ドイツのルール地方を結ぶ。
この他、コライユ・テオズ、コライユ・アンテルシテなど、TGVが存在しない都市へ向けた在来線の長距離列車がある。

### 長距離バス
ユーロラインズが周辺諸国への長距離便を運行しており、廉価な運賃が特色。
長距離バス発着所
- ガリエーニ
- ポルト・マイヨ

## パリ市内と郊外の交通

### 事業者
イル＝ド＝フランス地域圏の公共交通機関は主にフランス国鉄（SNCF）、パリ交通公団（RATP）、Optileの3者によって行なわれている。後述する共通運賃制度が発達しているため、利用者が事業者の違いを意識する必要はあまりない。

### 鉄道
メトロ
RATPによって運行されており、14系統（支線も含めると16系統）がある。
RER
市内では地下、郊外では地上を走る近郊鉄道。古くからの鉄道路線を市内を貫通する地下線で結んだもの。A線からE線の5つがあり、それぞれ郊外では多数に分岐する。主にSNCFが運行しているが、A線とB線の一部はRATPの路線である。
トランシリアン（Transilien）
SNCFの近郊路線。郊外（バンリュー）線とも呼ばれる。市内の各ターミナル駅およびラ・デファンスを起点とする。郊外でRERと同一の線路を走ることもある。
トラム
T1-T4までの4路線がある。T1からT3はRATP、T4はSNCF(トランシリアン)による運行で、フランスで最初のトラムトレインとして位置付けられる。T2とT4はそれぞれパリの近郊鉄道線をライトレール化して運転している。
ケーブルカー
RATPが運行するモンマルトルの丘を登るケーブルカー。
なお、トラムは2015年の完成を目標に、「グラン・トラム」計画としてパリ市外を囲む環状高速道路の外郭を約70kmの路線で結ぶ環状線を形成すべく、計画が進められている、T1、T2はその路線の初期開業区間として位置づけられている。　

### バス
パリ市内および郊外のバスはRATPによって運行されており、市内では2桁、郊外では3桁の系統番号が付けられている。このほか環状道路ブルヴァール・デ・マレショー上を走る路線（PC1からPC3）がある。2006年には南部の一部路線がトラム3号線（T3）に移行した。
郊外でもパリから離れた地区のバスはOptileの運行である。
深夜には深夜バス（Noctlien）が市内や郊外の鉄道路線に沿う経路で運行される。

### 自転車
貸自転車ヴェリブが特筆される。市内全域をカバーする1,000か所以上の乗捨自由の機械式ステーションがあり、世界最大の貸自転車システムである。

### 空港アクセス
RATPがシャルル・ド・ゴール空港行きのロワッシーバス、オルリー空港行きのオルリーバスを運行している。またエールフランスも市内数ヶ所から両空港行きのバスおよび空港間の乗り継ぎ用のバスを運行している。
シャルル・ド・ゴール空港にはRER B線とシャルル・ド・ゴール空港第2TGV駅もあり、市内及びフランス各地から鉄道によるアクセスが可能である。オルリー空港はRER B線のアントニー（Antony）駅から新交通システムOrlvvalで結ばれている。

### 運賃

#### 乗車券
メトロ全線、RERの市内区間、一般の路線バスは事業者によらず均一料金であり、Ticket Tと呼ばれる共通の乗車券が利用できる。郊外では区間ごとに運賃が定められている。
これらには10枚一組の回数券（carnet カルネ）もある。

#### 定期券
カルトランジュと呼ばれる定期券がある。これはイル＝ド＝フランス地域圏全体を同心円状に8つのゾーンに分け、指定されたゾーン内の公共交通機関が1週間または1カ月無制限に利用できるものである。2001年からは非接触ICカードを利用した定期券Navigoが導入された。

## 廃止された交通機関

### 元ターミナル駅舎だった建物
アンヴァリッド駅
地上ターミナル部は廃駅。駅舎は現在エールフランスが入居している。地下部は現在もRER C線の駅として運用。メトロの主要駅でもある。
オルセー駅
地上ターミナル部は廃駅。駅舎は現在オルセー美術館となっている。地下部は現在もRER C線の駅として運用。
バスティーユ駅
跡地が現在のオペラ・バスティーユ。

### 鉄道廃線
- プティト・サンチュール
- グランド・サンチュール
- バスティーユ線

## 外部サイト
- パリの交通地図（パリ観光局、英語）